# Macrotermes michaelseni
Macrotermes michaelseni là một loài mối trong chi Macrotermes, được tìm thấy ở châu Phi cận Sahara. Loài này thường liên kết với loài nấm Termitomyces schimperi.

## Distribution and habitat
M. michaelseni là một trong các loài của chi Macrotermes phân bố ở các xavan ở châu Phi cận Sahara. Những loài này khác nhau về sở thích đất khác nhau của chúng, một số thích môi trường sống ẩm ướt, với  M. michaelseni  chịu được môi trường sống khô hơn những loài khác. Nó phổ biến ở Đồng bằng Okavango ở phía bắc Botswana, một khu vực thường xuyên xảy ra lũ lụt do mưa mùa hè trong khu vực lưu vực; Đất sét và mực nước ngầm cao rất thuận lợi cho nó, và có tới sáu gò đất mỗi ha ở khu vực đồng bằng.

## Cấu trúc quần thể
Mộ tổ M. michaelseni  ban đầu bao gồm một số khoang và đường hầm nằm hoàn toàn dưới lòng đất. Một gò đất được xây trên mặt đất chỉ trong một quần thể trưởng thành, và theo thời gian trở thành một cấu trúc khổng lồ, với các đường gờ, tháp nhọn và lỗ, cao đến 4 m và diện tích lên tới 50 m2. Bên dưới bề mặt của mặt đất là một mạng lưới rộng lớn gồm các khoang và lối đi. Ngoài gò đất kín, với các đường thông khí, đàn mối sinh sống chủ yếu ở dưới lòng đất, các mối thợ sử dụng các đường hầm kiếm ăn để tiếp cận các khu vực kiếm ăn và mang thức ăn chúng thu thập được về tổ.